# Paphies donacina
Paphies donacina är en musselart som först beskrevs av Lorenz Spengler 1793.  Paphies donacina ingår i släktet Paphies och familjen Mesodesmatidae. Inga underarter finns listade i Catalogue of Life.